# Topmodelz
Topmodelz ist ein deutsches Dance-Projekt von DJ Pulsedriver.

## Geschichte
Es wurde im Jahr 2000 von DJ Pulsedriver als Projekt für kommerzielle Dance-Musik gegründet. Anfänglich wurde es von Charly Lownoise repräsentiert. Später übernahm der auf Pulsedrivers Label Aqualoop Records veröffentlichende Bass-T die Führung des Projekts. Im Jahr 2007 wurde das Projekt von Pulsedriver und Franky Tunes (Starsplash) wiederbelebt. Seitdem erschienen mehrere Singles und drei Alben. Topmodelz gehört zu den erfolgreichsten Projekten der Hands-up-Szene. Seit 2024 sind Marvin Mash und Michael Avenue die neuen Gesichter & DJs.

## Produzent
- Pulsedriver

### Ex-Mitglieder
- Franky Tunes
- Bass-T
- Charly Lownoise

## Diskografie

### Singles (Auszug)
- Strings of Infinity (2000)
- L’esperanza (2001)
- Fly on the Wings of Love (2002)
- Your Love (2007)
- Heartbeat (2007)
- Summer of ’69 (2007)
- Living on a Prayer (2007)
- When You’re Looking Like That! (2008)
- Have You Ever Been Mellow (2008)
- Here I Go Again (2008)
- Maniac (2008)
- Take On Me (2009)
- Strings of Infinity 2009 (2009)
- Summer (2009)
- Two Princes (2009)
- Time to Wonder (2010)
- Take Me Home Tonight (2010)
- Your Love (Reloaded) (2011)
- My Paradise (2011)
- Just Want You to Know (2011)
- L’Esperanza 2012 (2012)
- I Won’t Hold You Back (2012)
- More Than a Feeling (2012)
- Love U More (2013)
- Little Wonders (2013)
- Maniac 2013 (2013)
- Take Me Home Tonight (Reloaded) 2017
- I won‘t Hold You Back (Reloaded) 2018
- More Than A Feeling (Reloaded) 2019
- Catch Me I´m Falling 2020
- Feeling Good Today 2020
- Anytime 2020
- Here I Am 2021
- Your Love (Atmozfears Remix) 2021
- Keep On Movin´2021
- I Drove All Night 2021
- Bohemian Like You 2021
- My Paradise (Remixed) 2022
- Love Is On Fire 2023
- Just Like Paradise 2024
- Your Love (Pulsedriver Remix) 2024
- 99 Red Balloons (2024)

### Alben
- Time 2 Rock (2008)
- Back to the 80s (2010)
- Best of Topmodelz (2011)
- Best of Topmodelz (2.0) (2014)
- The Remix Collection (2017)